# هنا هايز
هنا هايز (بالإنجليزية: Hana Hayes)‏ هي ممثلة أمريكية، ولدت في 29 مارس 1999 بتوسان في الولايات المتحدة.

## أعمال

### مسلسلات
- تشريح غراي

## وصلات خارجية
- هنا هايز على موقع IMDb (الإنجليزية)
- هنا هايز على موقع روتن توميتوز (الإنجليزية)
- هنا هايز على موقع ألو سيني (الفرنسية)
- هنا هايز على موقع قاعدة بيانات الفيلم (الإنجليزية)
- هنا هايز على موقع كينوبويسك (الروسية)